# 里夫斯 (密蘇里州)
里夫斯（英語：Rives）是位於美國密蘇里州鄧克林縣的村。

## 人口
根據2020年美國人口普查的數據，里夫斯的面積為0.95平方千米，皆為陸地。當地共有人口42人，而人口密度為每平方千米44人。